# Oscar Collazo
Oscar Collazo est un boxeur portoricain né le 15 janvier 1997 à Newark, New-Jersey.

## Carrière
Passé professionnel en 2020, il devient champion du monde des poids pailles WBO en battant par abandon à l'issue de la 7e reprise Melvin Jerusalem le 27 mai 2023. Il conserve son titre le 26 août 2023 après sa victoire par arrêt de l'arbitre au 6e round contre Garen Diagan puis le 27 janvier 2024 au 3e round contre Reyneris Gutierrez ; le 7 juin 2024 aux points contre Gerardo Zapata et le 16 novembre suivant en battant par arrêt de l'arbitre au 7e round Knockout CP Freshmart.
Le 29 mars 2025, Collazo bat par KO au 5e round Edwin Cano Hernandez à l'occasion de la cinquième défense de son titre.